# Justo Arias y Aragüez
José Justo Arias y Aragüez (Tacna, 1825 - Arica, 7 de junio de 1880) fue un militar peruano. Durante la Guerra del Pacífico fue el primer jefe del batallón "Granaderos de Tacna", y murió combatiendo bravamente en la batalla de Arica.

## Biografía
Su padre fue el coronel tacneño José Remigio de Arias y Ríos; y su madre, cuzqueña, Francisca de Paula Aragüez. Su padre luchó durante la guerra de la Independencia del Perú, habiendo sido importante apoyo de los próceres de la independencia Francisco Antonio de Zela y Mateo Pumacahua, que protagonizaron importantes movimientos rebeldes en 1811 y 1814 contra las autoridades españolas.
Su educación la recibió en Tacna, en el instituto que regentaba el ilustre sacerdote español Sebastián Sors. Ingresó al Ejército del Perú el 5 de marzo de 1842, a las órdenes del coronel Manuel de Mendiburu, quien organizaba fuerzas en el valle de Locumba (Tacna), a raíz de la ocupación del departamento de Moquegua por las tropas bolivianas del general José Ballivián. En julio de 1842 fue nombrado subteniente y en septiembre del mismo año ascendió a teniente graduado de infantería del Batallón "Tacna". 
Luego se unió a la revolución constitucional iniciada en Tacna por los generales Domingo Nieto y Ramón Castilla. Participó en la batalla de Intiorco (Tacna), a las órdenes de Castilla, en septiembre de 1842. Actuó luego en la batalla de Pachía, en agosto de 1843; en la batalla de San Antonio (Moquegua), en octubre de 1843 (lo que le valió su ascenso a capitán); y en la batalla de Carmen Alto (Arequipa), el 22 de julio de 1844, que fue la victoria final de los constitucionales.
Ascendió a capitán efectivo en mayo de 1846, a sargento mayor graduado en septiembre de 1850, a sargento mayor efectivo en marzo de 1854 y a teniente coronel graduado en octubre de 1854. Ese último año participó en el bloqueo y ocupación del puerto boliviano de Cobija, estando a las órdenes del coronel Segundo Leiva, durante la amenaza de conflicto bélico con Bolivia. Gobernaba entonces en el Perú el general José Rufino Echenique. Al estallar la Revolución Liberal de 1854, encabezada por Castilla, se mantuvo leal al gobierno de Echenique, y cuando este fue definitivamente derrotado en la batalla de La Palma del 5 de enero de 1855, tuvo que retirarse del servicio.
Retornó al ejército en 1860 pero nuevamente fue separado al ser derrocado el presidente Juan Antonio Pezet por la revolución restauradora del coronel Mariano Ignacio Prado en 1865. Pero volvió prontamente al servicio, ante la amenaza de la Escuadra Española. Luchó en el Combate del Callao del 2 de mayo de 1866.
Al estallar la Guerra del Pacífico se hallaba dedicado al comercio en su natal Tacna, y, por su propia voluntad, decidió volver al ejército. Con el grado de coronel, asumió el mando del batallón “Granaderos de Tacna”, que formaba parte de la 7.º División encargada de la defensa de Arica, bajo el mando del coronel José Joaquín Inclán, que era también tacneño. 
Fue uno de los jefes que acompañó al coronel Francisco Bolognesi en las juntas donde se acordó la heroica decisión de no rendirse ante el enemigo y de “pelear hasta el último cartucho”.
Durante la Batalla de Arica, combatió en la defensa del fuerte Ciudadela, que recibió la primera acometida de las fuerzas chilenas. Se mantuvo firme en su puesto y demostró un valor inaudito, causando admiración al mismo enemigo. Según el historiador chileno Nicanor Molinare Gallardo, un soldado chileno se aproximó al coronel Arias pidiéndole que se rindiera con la finalidad de salvarle la vida, a lo que este respondió matando a dicho emisario de un sablazo al grito de: "¡¡No me rindo c..., viva el Perú!!". Inmediatamente después, Arias cayó muerto por una descarga de fusilería. En total recibió siete heridas de bala y dos de bayoneta. Sus restos reposan en la Cripta de los Héroes del Cementerio Presbítero Matías Maestro de Lima.
Tuvo un hermano también militar: Julián, que fue diputado por la provincia de Arica y  murió en la batalla de Miraflores, librada en las afueras de Lima, el 15 de enero de 1881.